# Закіт
Закіт — село в Україні, у Білогірській селищній територіальній громаді Шепетівського району Хмельницької області. Населення становить 50 осіб. До 2018 орган місцевого самоврядування — Білогірська селищна рада.

## Географія
Селом протікає річка Горинь.

## Історія
7 (20) листопада 1917 року, відповідно до Третього Універсалу Української Центральної Ради, увійшло до складу Української Народної Республіки.
12 червня 2020 року, відповідно до розпорядження Кабінету Міністрів України № 727-р «Про визначення адміністративних центрів та затвердження територій територіальних громад Хмельницької області», увійшло до складу Білогірської селищної громади.
19 липня 2020 року, в результаті адміністративно-територіальної реформи та ліквідації Білогірського району, село увійшло до складу новоутвореного Шепетівського району.

## Населення
За переписом населення України 2001 року в селі мешкало 47 осіб.
У 2020 році чисельність населення становила ▲50 осіб.